# Ivan Vasiljevič Smirnov
Ivan Vasiljevič Smirnov (rusky Иван Васильевич Смирнов; 31. lednajul./ 12. února 1895greg.–28. října 1956), ruské letecké eso. Patří s 13 potvrzenými sestřely k nejúspěšnějším stíhačům Velké války.
Pocházel z rolnické rodiny. Během prvních měsíců konfliktu patřil k 96. pěšímu pluku z Omsku a získal Kříž Svatého Jiří za statečnost. Už koncem roku 1914 však utrpěl vážné zranění po zásahu nepřátelským kulometem. Později se přihlásil k leteckým silám a bojoval pod velením Alexandra Kazakova v 19. sborovém leteckém oddílu.
Po bolševickém převratu, ze strachu před popravami carských důstojníků, odešel do Británie a poté bojoval po boku Britů proti Rudé armádě.
Mezi světovými válkami létal jako pilot belgické společnosti SNETA a holandské KLM. V roce 1933 se zúčastnil rekordního letu z Amsterodamu na Jávu, kam doletěl za čtyři dny.
Během druhé světové války létal mezi Jávou a Austrálií. Když 3. března 1942 převážel ve stroji Douglas DC-3 Dakota civilisty a bednu diamantů v hodnotě 300 tisíc tehdejších liber, jeho stroj přepadla tři japonská Zera. Smirnov byl několikrát zasažen do ramene a boku, ale přesto se mu podařilo nouzově přistát na pláži nedaleko západoaustralského města Broome.
Po válce jej zaměstnala americká olejářská společnost a během stodenního propagačního letu navštívil téměř třicet států. Zemřel na ostrově Malorka a pochován je v Amsterodamu.